# Voci dal profondo
Voci dal profondo è un film del 1991 diretto da Lucio Fulci.

## Trama
Giorgio Mainardi è stato, in vita, un uomo violento, oltre che abile uomo d'affari, però con il vizio del sesso facile. Ha amato veramente solo la figlia, Rosy, a cui lascia, alla morte, tutta l'ingente eredità, suscitando l'odio degli altri componenti della famiglia, tra cui la matrigna e il figlio di quest'ultima, e la propria moglie, tutti personaggi ben più perfidi e avidi di lui.
Mainardi, anche da morto, torna negli incubi dei parenti per spaventarli e avvertirli che la verità sarebbe stata scoperta, ossia che sono i parenti stessi ad averne provocato la morte, facendo ingerire al malcapitato pezzi di vetro, mescolati nel ghiaccio di un aperitivo.
Alla fine, la figlia Rosy riuscirà a capire le responsabilità dell'accaduto, anche grazie all'aiuto del suo ragazzo.

## Produzione
In un piccolo ruolo appare Lorenzo Flaherty.
Il nome del protagonista, Giorgio Mainardi, è anche il nome del protagonista del film L'assassino è costretto ad uccidere ancora diretto da  Luigi Cozzi nel 1975.
La villa che si vede nel film era di proprietà di Luchino Visconti.